# Адушкина, Катя
Екатери́на Рома́новна (Ка́тя) А́душкина (род. 18 октября 2003, Москва) — российская видеоблогерша, певица и танцовщица. Один из самых популярных блогеров-подростков русскоязычного сегмента видеохостинга YouTube. Победительница первого сезона шоу «Маска. Танцы» на СТС, где выступала в образе Зебры.
В 2017 году после знакомства с участниками телешоу «Голос. Дети» увлеклась пением и впоследствии выпустила несколько синглов.

## Биография
Екатерина Романовна Адушкина родилась 18 октября 2003 года в Москве.
Занималась в школе-студии балета Аллы Духовой «Тодес».

### Телевидение
В 2022 году приняла участие в шоу «Маска. Танцы» на канале СТС, где заняла первое место.
С 15 октября по 17 декабря 2022 года была участницей первого сезона спортивно-развлекательного реалити-шоу «Вызов» на телеканале ТНТ, где заняла второе место.
В 2024 году приняла участие в шоу «Первые на деревне» на канале ТНТ, покинула проект в 7 выпуске.
В 2025 году приняла участие в 1 выпуске шоу «В темноте» на канале СТС.

### Блогер
Канал Katya Adushkina зарегистрирован на YouTube 16 марта 2013 года. Второй канал AdushkinaVlogs был создан 17 июля 2018 года.
Тематика видеороликов на YouTube-канале Кати самая разнообразная: всякого рода позитивные видео, влоги о её повседневной жизни, танцы, обзоры сладостей, подарков, покупок, челленджи, путешествия, макияж. Раньше Катя сама занималась монтажом своих видеороликов. Среднее время, уходившее на создание ролика, — шесть часов.
В феврале 2017 года на церемонии «Девичник Teens Awards 2017» (проект Академии популярной музыки Игоря Крутого и телеканала Music Box Russia) получила премию «Девочка года» в номинации «Блогер года».
В конце марта 2018 года Катя получила премию Nickelodeon Kids’ Choice Award в номинации «Любимая интернет-звезда российских зрителей».
По состоянию на январь 2017 года у Кати на YouTube было около 1 миллиона подписчиков и 50 миллионов просмотров, на сентябрь более 1,2 миллиона подписчиков, на март 2018 года уже 2 миллиона подписчиков (по другим данным — 1,5 миллиона на 1 июня), по состоянию на декабрь уже 3,5 миллиона.

### Певица
В сентябре 2016 года начала вести собственную передачу LIKE Adushkina на RADIOKIDSFM. При поддержке этой радиостанции записала вместе с участницей «Голоса. Дети» Дашей Щербаковой песню «Улететь» (клип вышел 3 ноября) и снялась (вместе с Дашей Щербаковой) в рекламе жевательных конфет Fruit-tella.
22 марта 2018 года у Кати вышел первый сингл «Лимонад». Клип к этой песне выложили на YouTube 30 марта и за первые две недели набрал 6 миллионов просмотров. Вместе с ANIVAR (Ани Варданян) и Никитой Морозовым записала песню «Всё моё», выпущенную ЗАО «Вымпелком» в поддержку тарифной линейки «ВСЁмоё!» своего бренда «Билайн». Клип вышел 30 мая 2018 года. 16 июля 2018 на канале Кати вышел клип на песню «Зажигай». В декабре 2018 года выпустила новогоднюю песню «НГ».
[Клип] за считанные часы ворвался в тренды YouTube, хотя и подвергся ощутимой критике.

В частности, пользователи остались недовольны, что в каждом её ролике наблюдается чёткая реклама, что голос девочки сильно обработали, и что в клипе «пытались воссоздать атмосферу СССР, но не смогли».«Катя Адушкина спела про НГ: кто она и почему популярна» — UAportal

## Личная жизнь
У девушки есть сводные братья и сестра. Из-за необходимости заниматься блогом, давать концерты и так далее Катя занималась с репетитором, чтобы догнать школьную программу после пропусков. Позже перешла на домашнее обучение. Весной 2020 года экстерном окончила школу и решила взять gap year.
В 2017 году некоторое время встречалась с видеоблогером Никитой Златоустом. В сентябре 2018 стала встречаться с Семёном Кимом, отношения с которым долго скрывала. Об этом она официально рассказала в январе 2019 года в своём Instagram. Однако 5 августа 2021 года Катя объявила о расставании.
29 сентября 2021 года в интервью у Наталии Гасанхановой на канале «YesNoYes» (рус. «ДаДа — НетНет»), предположительно, стало известно, что Адушкина встречается с фитнес-тренером Сержем Шамаичом. 16 февраля 2022 года девушка официально подтвердила свои отношения. 19 мая 2022 года, выпустив видео «это конец?» на свой YouTube-канал объявила о скором расставании. Однако, в сентябре, спустя 3 месяца, пара вновь сошлась. Но 23 марта 2023 года Катя вновь объявила о расставании с Сержем.

### Скандалы и инциденты

#### Постановочное нападение

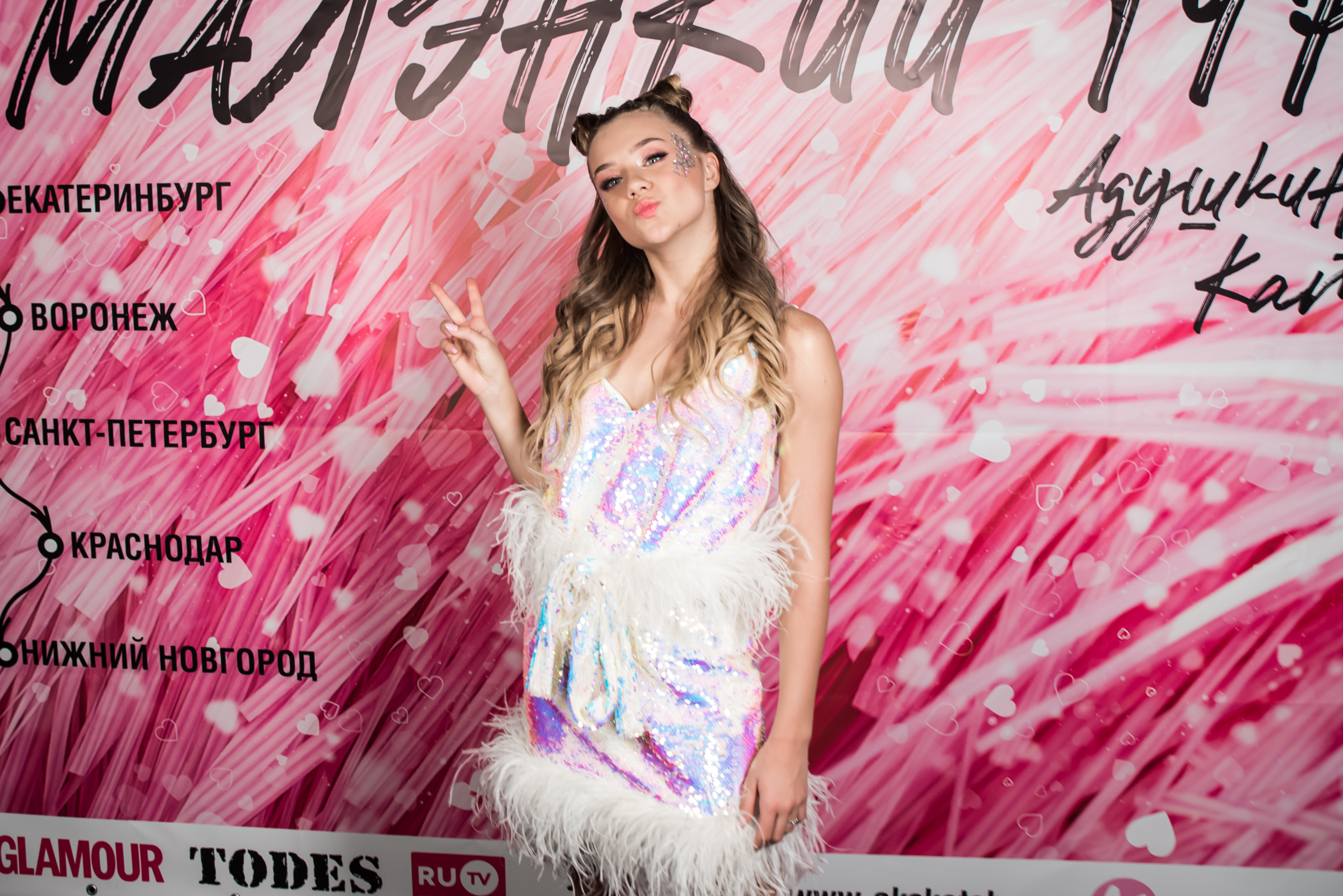
Катя Адушкина в 2020 году

Утром, 16 октября 2019 года, после похода Кати Адушкиной в спортивный зал, возвращаясь домой, молодой человек, лет 18 на вид, спросил у блогера: «Как пройти в метро?», однако, после ответа девушки парень не отступил и продолжил идти за Екатериной. Спустя некоторое время мужчина схватил Адушкину, приказав не двигаться и пригрозив пистолетом. Парень направлял оружие на прохожих, которые хотели помочь девушке. В какой-то момент скрылся с места происшествия.
Это была самая страшная ситуация в моей жизни.Катя Адушкина
Впоследствии, оказалось, что за данным происшествием стояла команда людей, которые являлись пранкерами. Нападение было снято на камеру ради лайков на видеохостинг YouTube. Все видеоматериалы были переданы в правоохранительные органы.

#### Плагиат Саши Спилберг
15 декабря 2020 года на YouTube-канале Кати Адушкиной вышло видео «Работаю курьером 24 часа». Анонс премьеры был опубликован в посте Instagram. Спустя некоторое время после публикации в комментариях высказалась российская певица и видеоблогер Саша Спилберг, обвинив Екатерину в плагиате её рубрики, которая по существу уже давно существует на западном YouTube и не придумана самой Спилберг: «Катя Адушкина и команда, придумайте что-то своё!!! Эта рубрика существует на моём канале уже полтора года — „Один день работаю в…“ H&M, Starbucks, McDonald’s и многие другие».

#### Обвинение Вали Карнавал
17 марта 2021 года Адушкина посетила шоу «Детектор» украинских видеоблогеров HalBer. В одном из моментов Катя рассказала ситуацию с российской тиктокершей Валей Карнавал, в которой первая пригласила Валентину на своё шоу «Обмен жизнями», однако продюсер Карнавал Заир Юсупов назвал сумму в 5 миллионов рублей. «Про деньги никто никогда не говорит, потому что это некрасиво. Мы предложили Вале или её продюсеру, а они выставили сумму. Для меня это было очень оскорбительно. Я не поняла. Я прямо обиделась», — рассказала Адушкина. Позже Юсупов дал неэтичный комментарий на эту тему, обвинив Катю во лжи. Однако, девушка утверждает, что Заир не придумал ничего лучше, чем обвинить её в клевете.

## Дискография
Студийные альбомы
- «МАЛЭНКИЙ» (2020)
- «Школьный» (2021)

Мини-альбомы
- «.АНДО» (2019)

## Фильмография
| Год  |   | Название               | Роль  |
| ---- | - | ---------------------- | ----- |
| 2020 | в | 12 класс               | Камео |
| 2020 | с | Руммейт                | Камео |
| 2020 | в | Когда же это кончится? | Камео |
| 2021 | в | СЕРИАЛЬНОСТЬ           | Камео |
| 2022 | в | Красная шапочка        | Камео |

## Туры
- «Малэнкий тур» (2020)

## Награды и номинации
| Год  | Премия                                                           | Номинация                                           | Номинант                 | Результат | Ист.   |
| ---- | ---------------------------------------------------------------- | --------------------------------------------------- | ------------------------ | --------- | ------ |
| 2017 | «Девочка года» (в рамках церемонии «Девичник Teens Awards 2017») | Блогер года                                         | Катя Адушкина            | Победа    | [ 13 ] |
| 2018 | Nickelodeon Kids’ Choice Awards                                  | Любимая интернет-звезда российских зрителей         | Катя Адушкина            | Номинация | [ 14 ] |
| 2018 | «Дай пять!»                                                      | Любимый блогер                                      | Катя Адушкина            | Победа    | [ 45 ] |
| 2019 | Nickelodeon Kids’ Choice Awards                                  | Любимый российский музыкальный блогер               | Катя Адушкина            | Победа    | [ 46 ] |
| 2019 | «Женщина года»                                                   | Прорыв года                                         | Катя Адушкина            | Победа    | [ 47 ] |
| 2020 | Nickelodeon Kids’ Choice Awards                                  | Любимый музыкальный исполнитель российских зрителей | Катя Адушкина            | Номинация | [ 48 ] |
| 2021 | Nickelodeon Kids’ Choice Awards                                  | Любимый «шип» года российских зрителей              | Катя Адушкина и Сёма Ким | Номинация | [ 49 ] |
| 2022 | Премия RU.TV 2022                                                | Музыкальный блогер                                  | Катя Адушкина            | Номинация |        |